# Берестяные грамоты на Украине
Берестяные грамоты на Украине — найденные на территории Украины берестяные грамоты времён Киевской Руси. Первые грамоты были обнаружены при раскопках под руководством археолога И. К. Свешникова в селе Звенигороде во Львовской области в 1988—1989 годах.
До конца 1980-х годов археологами были обнаружены берестяные грамоты исключительно на территории Северной Руси. На Украине грамоты из бересты стали находить лишь с 1988 года. Редкость таких экземпляров на украинской территории объясняется особенностью грунтов, которые из-за интенсивности аэрации не могут их законсервировать.
Находки этих берестяных грамот указывают, что не только в Северной Руси использовались берестяные письма, но и в Юго-Западной Руси.

## Звенигородские находки
В 1988—1989 годах археологом И. К. Свешниковым на раскопках в селе Звенигороде во Львовской области на месте древнерусского города Звенигорода были найдены три берестяные грамоты.
Грамота № 1 была найдена 26 июля 1988 года в культурном слое, датируемым 1110—1137 годами. Она состояла из трёх разорванных частей. Эти части были составными большего документа, от которого осталась лишь её середина. На оставшейся части берестяной грамоты читается небольшой текст, состоящий из окончания слова «ънъ», целой фразы и в конце знака пси (ънъ а мъне не [н]адобе сем[о]у).
А. А. Зализняк перевёл целую фразу  как «…а мне не нужно сюда…», подразумевая, что не нужно «что-либо присылать». И. К. Свешников под «ънъ» предполагал слово «гривънъ» (гривна). Наличие этой грамоты свидетельствует о том, что в те времена в Южной Руси существовала практика переписки жителей с использованием берёзовой коры.
Грамоту № 2 нашли 28 июля 1989 года на другой усадьбе того же места и с той же датировкой культурного слоя, что и предыдущая грамота. В этот раз грамота сохранилась цельным документом. Текст: отъ говѣновое ко нѣжьньцю дае 6 деся(т)(о) коуно лодиеноую повѣдало говѣно ида на соудо: а попъ ψлъ: а дае лоуцѣ оли нь водаси то я у конязя поема отроко прижь приедю а во боле ти вонидь.
По мнению И. К. Свешникова, это деловое письмо, начинающее без типичных вежливых слов для Новгорода. Оно было отослано из неизвестного древнерусского города, а адресатом был житель Звенигорода. А. А. Зализняк перевёл этот текст так:

«От Говеновой [вдовы] к Неженцу. Дай шестьдесят кун ладейных (то есть за ладью или на ладью). [Так] сказал Говен перед смертью (букв.: идя на суд), а поп записывал. Дай [их] Луке. Если же не дашь, то я возьму у князя отрока и вместе [с ним] приеду — это тебе станет в большую сумму».
Нежнич задолжал Говену 60 кун, после смерти Говена его вдова потребовала от него вернуть долг через Луку. При нежелании отдавать вдова грозилась обратиться к князю и вместе с его отроком вытребовать уже большую сумму. При такой трактовке, А. А. Гиппиус посчитал это «древнейшим известным нам древнерусским завещанием».
Согласно аргументации И. К. Свешникова, вдова Говена могла жить в Перемышли, а князем в этом случае выступает Володарь Ростиславич, перемышльский князь в 1092—1124 годах. Тогда письмо можно датировать между 1110 и 1124 годами. По предположению В. Гупало, Нежнич мог быть хозяином этого товара, как и владельцем постройки, где была найдена берестяная грамота № 2. Этот документ демонстрирует, что Звенигород в то время также вёл международную торговлю, а не только удовлетворял свои внутренние потребности.
А. П. Толочко предложил иную трактовку текста грамоты № 2. Если сравнить со статьёй 79 Пространной Правды о возмещении за кражу лодьи, то ни о какой смерти Говена в грамоте речь не идёт. В тексте грамоты представлено требование Говена заплатить за ладью, что читаться в целом может так:

«От Говеновой к Неженцу. Дай шестьдесят кун за ладью. Говен [уже] требовал [перед тем, как] идти на суд, а поп [то] записал. Дай [их] Луке. Если же не дашь, то я возьму у князя отрока и вместе [с ним] приеду — это тебе обойдется в большую сумму».
Об участии отрока и о возможной большой сумме для Неженца также можно сравнить с текстом статьи № 74 той же Пространной Правды, где регулируются расходы при судебном разбирательстве на отрока, писца и перекладного.
А. А. Зализняк обратил внимание на особенности графики грамоты. Говенова систематически передает ъ через о (коуно, соудо вместо коунъ, соудъ; конязя вместо кънязя). Это свидетельствует, что в её языке редуцированные были ещё вполне живы. Исключением является «попъ ψлъ», что по мнению исследователя объясняется графическим клише. [J] в конце слога передается через е. Приедю вместо приедоу (приеду) А. А. Зализняк считает ошибкой или опиской, а не отражением произношения.
Грамота № 3 найдена в 1989 году на месте постройки с теми же характеристиками, как и две предыдущие грамоты. На этой грамоте изображены человек и буква «а». В данном месте были найдены вещи, в том числе деревянную часть от ведра, где было написано имя «Іоанъ». И. К. Свешников полагает, что владелец этой постройки Иван использовал берёзовую кору для тренировки. Изображённый человек имеет одежду напоминающую одежду священника.
Все три берестяные грамоты с 1994 года находятся в Центральном государственном архиве Украины во Львове.

## Находки в других местах
В 2008 году под руководством П. Довганя на раскопках древнего Бужска на Львовщине были найдены берестяная грамота XII и свёрток бересты X века. Оба предмета обнаружены на полу сгоревших наземных построек. Вместе со свёртком также было найдено костяное писало. В случае с грамотой, её удалось развернуть, но текста на ней не обнаружено. Были неоднократные попытки учёными развернуть свёрток, но он был настолько законсервирован горячим пеплом при пожаре, что не представляет возможности его развернуть.
На киевском Подоле в 2010 году была найдена берестяная грамота. Её обнаружили археологи при раскопках усадьбы А. Меленского, но береста оказалась без текста. Ранее в Киеве в 1960-х годах была найдена кора с детскими рисунками.